# فرگونا
فرگونا (به ایتالیایی: Fregona) یک منطقهٔ مسکونی در ایتالیا است که در استان ترویزو واقع شده‌است.

## خصوصیات
فرگونا ۴۲٫۹ کیلومترمربع مساحت و ۳٬۰۶۸ نفر جمعیت دارد.